# 硫氰酸金钾
硫氰酸金钾，即四硫氰酸根合金(III)酸钾，是化学式为K[Au(SCN)4]的红色固体。红外光谱表明，硫氰酸金钾中的硫氰根以硫进行键合。

## 制备
硫氰酸金(III)钾可以通过硫氰酸钾和氯金酸钾在冷水中反应制备：
KAuCl4 + 4 KSCN —冷水→ K[Au(SCN)4]↓ + 4 KCl

## 物理性质
硫氰酸金钾是一种红色固体，不溶于水，但溶于乙醇、乙腈和丙酮。